# Cnidoscolus monsanto
Cnidoscolus monsanto är en törelväxtart som beskrevs av Francisco Javier Fernández Casas. Cnidoscolus monsanto ingår i släktet Cnidoscolus och familjen törelväxter. Inga underarter finns listade i Catalogue of Life.